# Dan Lett
Pour les articles homonymes, voir Lett.
Dan Lett est un acteur canadien.

## Filmographie

### Cinéma
- 1984 : Mrs. Soffel : Young Man
- 1985 : Big Deal : Bob Bowers
- 1986 : Out of a Job
- 1987 : Blue Monkey : Ted Andrews
- 1993 : Paris, France : William
- 1995 : Butterbox Babies : Robertson
- 1996 : No One Could Protect Her : Nick Foster
- 1997 : Double Take : Détective Hardaway
- 1997 : The Planet of Junior Brown : Mr Roundtree
- 1998 : Blind Faith : Frank Minor
- 1999 : Babar, roi des éléphants (Babar: King of the Elephants) : King Babar (voix)
- 1999 : The Life Before This : Sam
- 1999 : The Secret Laughter of Women : John
- 2004 : Cavedweller : Rev. Hillman
- 2005 : The Prize Winner of Defiance, Ohio de Jane Anderson : Détective Feeney
- 2019 : Disparition à Clifton Hill (Disappearance at Clifton Hill) de Albert Shin : Randy

### Télévision

#### Séries télévisées
- 1982 : Hangin' In (saison 3, épisode 2) : Petty
- 1991 : Rintintin junior (épisodes 3x20 & 4x07) : Hewey
- 1991 / 1994 : E.N.G. reporters de choc (épisodes 2x14 / 5x19) : Docteur / Rusty Wentworth
- 1993 : X-Files : Aux frontières du réel (saison 1, épisode 12 : L'Incendiaire) : Sir Malcolm Marsden
- 1987-1994 : Street Legal (en) (épisodes 1x01 / 3x19/ 7x02 / 8x18) : Dan / Frickling / Larry Cordell / Donald Campbell
- 1994 / 1998 : Un tandem de choc (épisodes 1x01 / 4x07) : Dr Weingarten / Carver Dunn
- 1995 : Chair de poule (Goosebumps) (saison 1, épisode 4) : M. Dark
- 1996-1999 : Wind at My Back : Bob Bailey
- 1997 : F/X, effets spéciaux (saison 1, épisode 21) : Del Peterson
- 1998-2003 : Made in Canada : Victor Sela
- 1999 : Invasion planète Terre (saison 2, épisode 22) : Secret Service Agent
- 1999 : Total Recall 2070 (saison 1, épisode 19) : Fedderman
- 2000 : Les Aventures de Shirley Holmes (saison 4, épisodes 1 & 4) : Kevin O'Neal
- 2000 : Le bonheur au bout du chemin III (mini-série) : Water Owen
- 2000 : Le Canada : Une histoire populaire (série documentaire, saison 1, épisode 5) : Joseph Willcocks
- 2001 : Doc (saison 1, épisode 3) : Richard Slayton
- 2002-2003 : Queer as Folk (épisodes 2x12 & 3x09) : Garth Racine
- 2003 / 2004 : Sue Thomas, l'œil du FBI (épisodes 1x12 / 2x14) : Phillip Kent / Calvin Larson
- 2004 : Méthode Zoé (saison 2, épisode 2) : Dr Sidney
- 2005 : Puppets Who Kill (saison 3, épisode 5) : Frank Rafferty
- 2005 : This Is Wonderland (saison 2, épisodes 11, 12 & 13) : Greg
- 2006 : G-Spot (saison 2, épisodes 1 & 4) : David Drew
- 2007 : 'Til Death Do Us Part (saison 1, épisode 3) : Frank Hutnter
- 2007 : ReGenesis (saison 3, épisode 12) : John Frank
- 2008 : The Border (saison 1, épisode 5) : Ministre-adjoint Kyle Larkin
- 2008 : The Englishman's Boy (mini-série) : Able Farwell
- 2008 / 2014 : Les Enquêtes de Murdoch (épisodes 1x04 / 8x09) : Fredrick Waters / M. Allen
- 2008 / 2020 : Dangers dans le ciel (série documentaire, épisodes 5x09 / 20x02) : ATC Charlie Johnson / Investigator Seger
- 2009 : Guns (mini-série) : Richard Finestein
- 2009 : Flashpoint (saison 2, épisode 19) : Rick
- 2010 : Bloodletting & Miraculous Cures (mini-série, épisodes 4 & 5) : Jim McBride
- 2010 : Pure Pwnage (saison 1, épisodes 4 & 7) : Narrateur (voix)
- 2010 : Dan for Mayor (saison 1, épisodes 3 & 12) : Frank Pendleton
- 2010 : Covert Affairs (saison 1, épisode 10) : MI6 Agent
- 2011 : Les Kennedy (mini-série, épisodes 3, 4 & 6) : McGeorge Bundy
- 2011 : Lost Girl (saison 2, épisode 5) : Cumberbatch
- 2011-2012 : Nikita (saison 2, épisodes 9, 12 & 13) : Phillip Ramsey
- 2012 : The L.A. Complex (saison 1, épisode 4) : Ted
- 2013 : Copper (saison 2, épisodes 9, 10 & 11) : Alderman Byford Stonington
- 2014 : The Strain (saison 1, épisode 6) : Agent spécial Monroe
- 2015 : The Lizzie Borden Chronicles (mini-série, épisodes 5 & 6) : Nelson Burway
- 2016 : Rogue (saison 3, épisode 19) : Juge Parker
- 2016 : Designated Survivor (saison 1, épisode 2) : Wynbrandt
- 2016 : Shoot the Messenger (saison 1, épisode 2) : Ministre Richardson
- 2017 : Reign : Le Destin d'une reine (saison 4, épisode 12) : General Lecroix
- 2017 : Suits : Avocats sur mesure (saison 7, épisode 8) : Roger Shapiro
- 2017 : Mysticons (7 épisodes) : Nova Terron
- 2017-2019 : Anne with an E (épisodes 1x06, 2x08 & 3x04) : Clayton
- 2018 : Imposters (saison 2, épisode 8) : Dr Spinnelli
- 2018 : Odd Squad (saison 2, épisode 29) : Homme qui aime son visage
- 2018 : Condor (saison 1, épisode 2) : Prêtre
- 2018 : The Detectives (série documentaire, saison 2, épisode 7) : Détective Gamble
- 2019 : Boombats (saison 1, épisode 3) : Billy 'Flash' Fleischman
- 2020 : Dr. Bash (saison 1, épisode 11) : Chris Beaudry

#### Téléfilms
- 1985 : The Suicide Murders : Buddy
- 1992 : The Women of Windsor : Assistant Press Secretary
- 1994 : Lives of Girls & Women : Art Chamberlain
- 1994 : Un tandem de choc (Due South) : Dr Weingarten
- 1995 : Under the Piano : Dr Harkness
- 1995 : Net Worth : Bruce Norris
- 1995 : Choices of the Heart: The Margaret Sanger Story : Reporter #2
- 1995 : Quitte ou double (Sugartime) : Maitre 'd
- 1996 : Colère froide (Conundrum) : Jimmy Khang
- 1996 : Dinner Along the Amazon : Michael Penney
- 1997 : A Prayer in the Dark : Herb Hill
- 1998 : Rendez-vous à la Maison-Blanche (My Date with the President's Daughter) : Agent McKible
- 1998 : Thanks of a Grateful Nation : Dr Lucifer
- 1999 : Dead Aviators : M. Frears
- 1999 : Strange Justice (en) : Gil Middledrook
- 2000 : Anne of Green Gables: The Continuing Story : M. Owen
- 2000 : Songs in Ordinary Time : Briscoe
- 2002 : Get a Clue : Frank
- 2003 : Penguins Behind Bars : District Attourney / Judge (voix)
- 2003 : The Reagans de Robert Allan Ackerman : Holmes Tuttle
- 2018 : Mon petit mensonge de Noël (The Truth About Christmas) de Jay Karas : Bob Beauman
- 2020 : Sous les coups de mon mari : l'affaire Lorena Bobbitt (I was Lorena Bobbitt) de Danishka Esterhazy : Paul Ebert